# Stazione di Sparanise
La stazione di Sparanise è una stazione ferroviaria posta sulla ferrovia Roma-Cassino-Napoli al servizio del comune omonimo. Fino al 1957 era configurata come stazione di diramazione per la linea per Gaeta, attivata nel 1892 e soppressa nello stesso anno.

## Storia
La stazione venne attivata il 14 ottobre 1861 in concomitanza all'apertura del tronco Capua-Tora della ferrovia Roma-Cassino-Napoli. Il 4 maggio 1892 fu attivata al servizio passeggeri la linea per Gaeta, inaugurata il giorno prima e la stazione venne elevata al rango di stazione di diramazione.
Con l'apertura al servizio della Direttissima Roma-Napoli nel 1927, la Sparanise-Gaeta perse progressivamente importanza fino alla chiusura, nel 1957, del tronco da Sparanise a Formia mentre il tronco da Formia fino a Gaeta rimase attivo fino al 1966. Dopo tale anno la linea venne definitivamente chiusa al traffico passeggeri, mentre il restante traffico merci venne soppresso nel 1981.

## Strutture e impianti
La stazione dispone di un fabbricato viaggiatori, di una rimessa locomotive, di uno scalo merci non più utilizzato composto da un magazzino, pericolante e il cui tetto è crollato, da una banchina alta per il carico e scarico e da 3 tronchini, scollegati e non più in uso. Nelle vicinanze della rimessa è presente una torre dell'acqua collegata con la colonna idraulica usata ai tempi del vapore.
Il piazzale binari si compone di 8 binari, 3 muniti di banchina di cui due passanti utilizzati per il traffico della linea e il terzo restante per le precedenze, 1 per la rimessa, uno di scalo inutilizzato e altri 3 scollegati in passato al servizio dello scalo merci. Originariamente il terzo binario era quello della linea per Gaeta ed era utilizzato per i treni provenienti da tale linea. Fino a prima del raddoppio della Roma-Cassino-Napoli vi era tra il primo ed il secondo binario una banchina intermedia, poi rimossa.

## Movimento
La stazione è servita dalle relazioni regionali Trenitalia svolte nell'ambito del contratto di servizio stipulato con la Regione Campania. Nel 2007 risultava frequentata da 341 persone al giorno.

## Servizi
La stazione, che RFI classifica di categoria silver, dispone di:
- Sala d'attesa
- Servizi igienici
- Bar